# Courtney Love

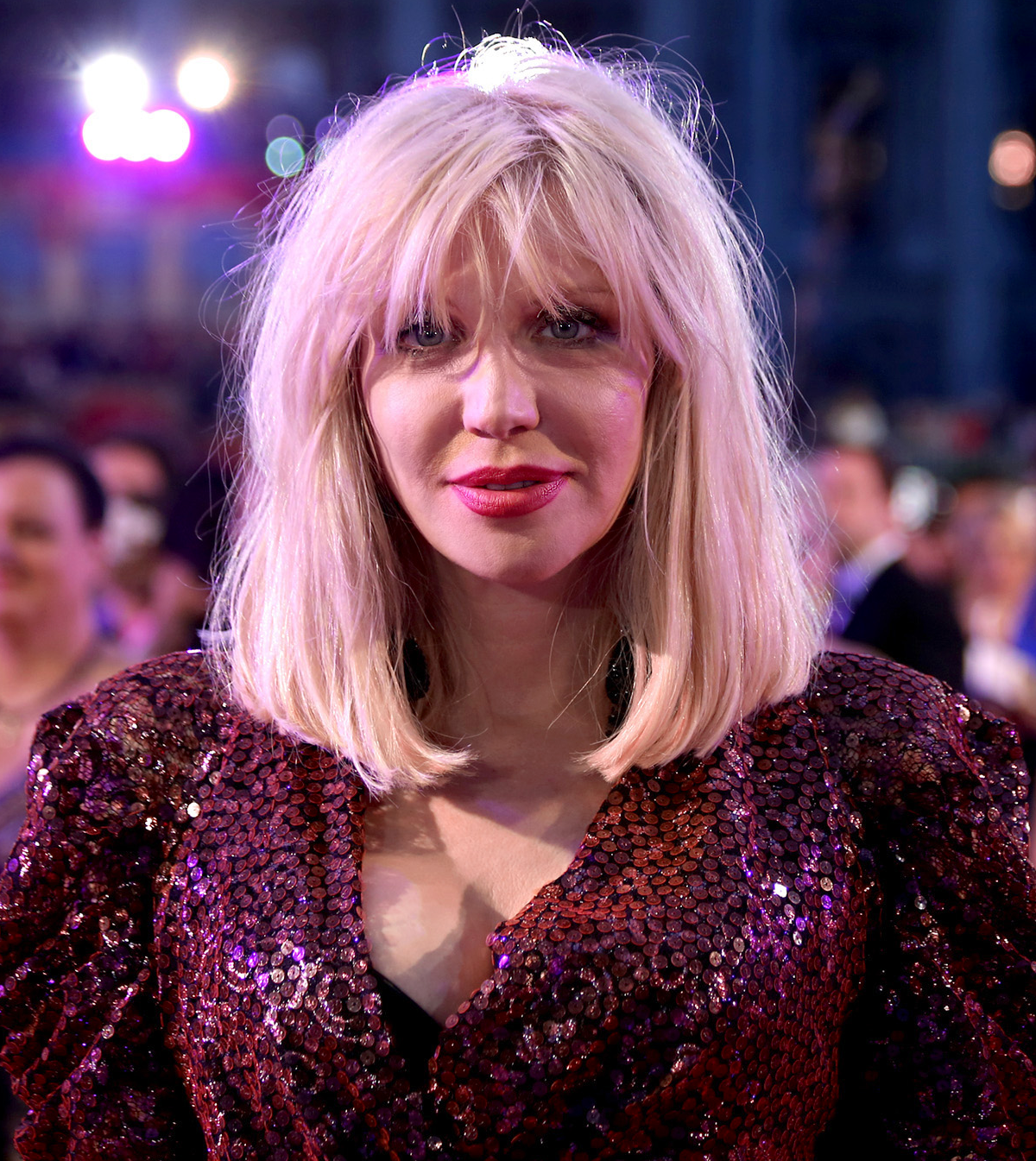
Courtney Love (Life Ball, 2014)

Courtney Love (* 9. Juli 1964 in San Francisco, Kalifornien; eigentlich Courtney Michelle Harrison) ist eine US-amerikanische Rocksängerin, Gitarristin, Liederschreiberin und Schauspielerin. 
Sie war vom 24. Februar 1992 bis zu dessen Tod am 5. April 1994 mit Kurt Cobain verheiratet und verwaltet zusammen mit zwei anderen Bandmitgliedern das musikalische Erbe von Nirvana.

## Leben

### Kindheit und Jugend

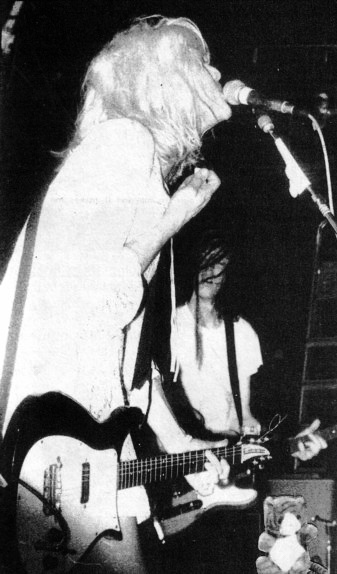
Auftritt mit Hole (1989)

Love wurde am 9. Juli 1964 als Courtney Michelle Harrison im Saint Francis Memorial Hospital in San Francisco geboren. Sie war das erste Kind der Psychotherapeutin Linda Carroll und von Hank Harrison, Verleger und Roadmanager der Band Grateful Dead. Loves Patenonkel ist Phil Lesh, Gründungsmitglied und Bassist der Band. Ihre Mutter war nach der Geburt von einer angesehenen irisch-katholischen Familie aus San Francisco adoptiert worden. Später stellte sich heraus, dass Loves biologische Großmutter die Schriftstellerin Paula Fox war. Loves Urgroßmutter mütterlicherseits ist die Drehbuchautorin Elsie Fox. Laut Loves eigener Aussage wurde sie nach Courtney Farrell benannt, der Protagonistin des Romans Chocolates for Breakfast von Pamela Moore.
Love verbrachte ihre frühe Jugend bis zur Scheidung ihrer Eltern im Viertel Haight-Ashbury in San Francisco. Die Mutter hatte den Vater verdächtigt, der kleinen Courtney die Droge LSD verabreicht zu haben. Obwohl Hank Harrison die Vorwürfe abstritt, bekam Loves Mutter das alleinige Sorgerecht. 1970 zog Carroll mit Love in die Landkommune Marcola, am Mohawk in Oregon. Carroll schloss an der Universität von Oregon ihr Psychologie-Studium ab. Love wurde von ihrem Stiefvater Frank Rodriguez adoptiert. Er und Carroll bekamen zwei Töchter und einen Sohn, der jedoch als Kleinkind an einem Herzfehler starb. Zu diesem Zeitpunkt war Love zehn Jahre alt. Carroll und Rodriguez adoptierten außerdem noch einen Jungen. Love besuchte die Montessori-Schule in Eugene. Sie hatte mit Lernproblemen zu kämpfen und hatte Schwierigkeiten, Freunde zu finden. Als sie neun war, diagnostizierte ein Psychologe an ihr Anzeichen für Autismus.
1972 ließ sich Loves Mutter von Frank Rodriguez scheiden, heiratete ein drittes Mal und zog mit der Familie nach Nelson in Neuseeland. Love wurde am dortigen Mädchencollege angemeldet, bald darauf allerdings von dieser Schule verwiesen. 1973 wurde Love in die Vereinigten Staaten zurückgeschickt, um bei ihrem ehemaligen Adoptivvater zu leben. Loves Mutter bekam unterdessen zwei weitere Kinder von ihrem neuen Mann. Im Alter von vierzehn Jahren wurde Love verhaftet, weil sie ein T-Shirt bei Woolworth gestohlen hatte. Anschließend kam sie in die Hillcrest Correctional Facility, eine Jugendstrafanstalt in Salem, danach wurde sie zu Pflegeeltern gegeben. Mit sechzehn wurde Love offiziell für volljährig erklärt. Sie begann, illegal in Mary’s Club in Portland als Oben-ohne-Tänzerin zu arbeiten, und nahm den Künstlernamen „Love“ an. Nebenher studierte sie an der Portland State University Englisch und Philosophie. Love sagt von sich selbst, dass sie damals über wenig Sozialkompetenz verfügt habe und diesbezüglich viel in Schwulenclubs und von Drag Queens gelernt habe.

### Erste Musik- und Filmprojekte
In den 80er-Jahren war Love an einigen musikalischen Projekten beteiligt: So gründete sie in Portland zusammen mit Freundinnen die Band Sugar Babylon, die später in Sugar Babydoll umbenannt wurde. 1983 war sie für kurze Zeit Sängerin bei Faith No More. Außerdem war Love zeitweise Mitglied der Bands Pagan Babies und Babes in Toyland, bei denen sie u. a. mit Kat Bjelland zusammenspielte. Mit Jennifer Finch (später Mitglied bei L7) freundete sie sich in dieser Zeit an.
Love beschloss nun, sich stärker Richtung Schauspiel zu orientieren, und schrieb sich am San Francisco Art Institute ein, um dort Film zu studieren. 1984 spielte sie in einem der Kurzfilme ihres Dozenten George Kuchar, Club Vatican, mit. 1985 reichte sie ein Video ein, um sich damit für die Rolle der Nancy Spungen in dem Biopic Sid und Nancy zu bewerben. Tatsächlich ergatterte sie die Nebenrolle der Gretchen in dem Film. Nach den Dreharbeiten, die in New York City stattfanden, arbeitete sie in einer Peep Show am Times Square und kam im ABC No Rio Kulturzentrum und im Pyramid Club im East Village unter. Im selben Jahr besetzte Alex Cox, der Regisseur von Sid und Nancy, Love in seinem Film Straight To Hell. Der Film ist ein Spaghettiwestern, Hauptdarsteller waren Joe Strummer und Grace Jones, gefilmt wurde 1986 in Spanien. Der Film fand das Interesse von Andy Warhol, und Love wurde in einer Episode von Andy Warhol’s Fifteen Minutes interviewt. Außerdem ist sie im Musikvideo zu I Wanna Be Sedated von den Ramones als Braut zu sehen.

### Anfangszeit von Hole
1988 brachte sich Love das Gitarrespielen bei und zog wieder nach Los Angeles. Dort inserierte sie in einem Fanzine: „Ich will eine Band gründen. Meine Einflüsse sind Big Black, Sonic Youth und Fleetwood Mac.“ Love fand daraufhin Eric Erlandson als Gitarrist und Lisa Roberts als Bassistin. Die Schlagzeugerin Caroline Rue hatte sie zuvor auf einem Gwar-Konzert kennengelernt. Love nannte die Band Hole, nach einem Zitat aus Medea („Da ist ein Loch, das mich durchbohrt“) und in Anspielung auf einen Ausspruch ihrer Mutter. Kurz vor der Bandgründung heiratete Love James Moreland, den Sänger der Leaving Trains, in Las Vegas. Die Ehe wurde wenig später annulliert. Nach der Bandgründung war Love über ein Jahr mit Eric Erlandson liiert.
Später war Courtney Love kurz mit Billy Corgan liiert. 1991 kam sie mit Nirvana-Frontmann Kurt Cobain zusammen. Die beiden heirateten am 24. Februar 1992 in Honolulu. Am 18. August 1992 kam die gemeinsame Tochter, Frances Bean Cobain, in Los Angeles zur Welt. Die drei zogen anschließend nach Carnation in Washington und später nach Seattle.

### Live Through Thisund der Durchbruch
Im September 1992 erschien unter dem Titel Strange Love ein Porträt über Love und Cobain in Vanity Fair, geschrieben von der Journalistin Lynn Hirschberg. Beide waren zu dieser Zeit heroinabhängig. Dementsprechend ließ der Artikel sie in einem unvorteilhaften Licht erscheinen und legte nahe, dass Love während der Schwangerschaft Heroin konsumiert habe. Daraufhin stellte das Los Angeles Department of Children and Family Service Nachforschungen an, und Love verlor vorübergehend das Sorgerecht für ihre kleine Tochter. Love gab an, dass Hirschberg sie falsch zitiert habe und sie in Wirklichkeit mit dem Drogenkonsum aufgehört habe, als sie merkte, dass sie schwanger war. Love sagte später, dass der Artikel schwere Auswirkungen auf ihr Eheleben und auf Cobains Psyche gehabt und den Suizid ihres Mannes mit ausgelöst habe.
Am 8. September 1993 hatten Love und Cobain ihre einzigen gemeinsamen Auftritte: Sie spielten auf dem „Rock against Rape“-Benefizkonzert in Hollywood Pennyroyal Tea und Where Did You Sleep Last Night. Love spielte außerdem zwei neue Hole-Songs, Doll Parts und Miss World, die auf dem zweiten Album der Band, Live Through This, veröffentlicht werden sollten. Es wurde im Oktober 1993 in Atlanta aufgenommen. Auf dem Album wirkten zwei neue Bandmitglieder, Bassistin Kristen Pfaff und Schlagzeugerin Patty Schemel mit. Live Through This kam im April 1994 auf dem zu Geffen gehörenden Label DGC heraus, nur vier Tage nach Kurt Cobains Selbsttötung. Am 16. Juni 1994 starb Kristen Pfaff in Seattle an einer Heroin-Überdosis. Für die kommende Tour der Band verpflichtete Love die kanadische Bassistin Melissa Auf der Maur.
Als Live Through This herauskam, verkaufte sich das Album so gut, dass es eine Platin-Auszeichnung bekam, und auch in der Musikpresse wurde es sehr gut besprochen. Der Erfolg des Albums in Kombination mit Cobains Suizid führten zu einem hohen Ausmaß an Aufmerksamkeit für Love. Diese wurde durch Loves erratisches Gebaren auf der Bühne und einige rechtliche Auseinandersetzungen während der Welttournee von Hole noch verstärkt.

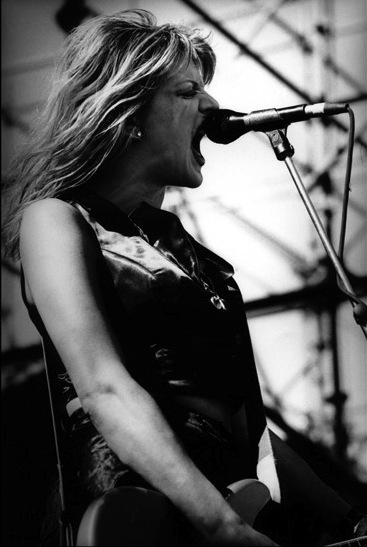
Courtney Love (1995)

Loves erster öffentlicher Auftritt nach Cobains Tod fand am 26. August 1994 statt: ein Konzert von Hole auf dem Reading Festival. Der Auftritt wurde von MTV als „abwechselnd makaber, erschreckend und inspirierend“ beschrieben. John Peel berichtete im Guardian, dass Loves zerzauste Erscheinung „in Bedlam Erstaunen hervorgerufen“ habe und ihr Auftritt „fast schon heldenhaft erschien... Love trieb die Band durch ein Set, das einen wahlweise wegen ihrer jüngsten Vergangenheit oder der ihrer Band Mitleid empfinden ließ... die Band taumelte am Rand des Chaos entlang und erzeugte eine Spannung, die ich noch nie auf einem Konzert erlebt habe.“ Hole absolvierte im darauffolgenden Jahr eine Reihe tumulthafter Auftritte. Während eines Auftritts in Boston begann Love mitten in einem Stück über ihren verstorbenen Mann zu erzählen und ging dann zu wüsten Publikumsbeschimpfungen über.
Nach der Welt-Tournee von Hole 1996 begann Love wieder, als Schauspielerin zu arbeiten. Zunächst spielte sie Nebenrollen in den Filmen Basquiat und Minnesota. Anschließend ergatterte sie die Rolle von Larry Flynts Ehefrau Althea in Larry Flynt – Die nackte Wahrheit von Miloš Forman, der im Dezember 1996 herauskam. Auf Formans Drängen hatte Love eine Entziehungskur gemacht und nahm kein Heroin mehr. Columbia Pictures bestand auf mehreren Urintests Loves während der Drehzeit. Die Tests fielen negativ aus. Als der Film herauskam, wurde sie als beste Schauspielerin für den Golden Globe nominiert, gewann den Preis des New York Film Critics Circle für die beste Nebenrolle und weitere Nominierungen und Preise. 1999 spielte sie, wieder unter der Regie von Forman, in Der Mondmann mit.
Aufgrund eines Rechtsstreites mit dem Musiklabel Geffen Records um noch ausstehende Tantiemen der Band Nirvana zerstritt sie sich mit den Ex-Mitgliedern der Band, weil sie die Zahlungen für sich alleine beansprucht. Sie behauptete, dass Kurt Cobain ganz alleine Nirvana sei und die Band deshalb kein Erbe verdient habe. 1997 brachte Fender eine von Love mitgestaltete Gitarre heraus, die Vista-Venus, doch genau wie die Jag-Stang, die Kurt Cobain entwarf, wurde die Produktion 2006 eingestellt.
Im Jahr 2004 brachte Love ihr erstes Soloalbum America's Sweetheart heraus. Im Jahr darauf wurde sie mit Drogen erwischt und verbrachte drei Monate in einer Klinik im geschlossenen Entzug und weitere drei Monate des Entzugs zuhause.
Im Juli 2021 setzte sich Love erfolglos für Britney Spears in deren Streit gegen die gegen Spears bestehende Vormundschaft ein.

## Diskografie
mit Hole

### Studioalben
| Jahr | Titel                | Höchstplatzierung, Gesamtwochen, AuszeichnungChartplatzierungen (Jahr, Titel, Platzierungen, Wochen, Auszeichnungen, Anmerkungen) | Höchstplatzierung, Gesamtwochen, AuszeichnungChartplatzierungen (Jahr, Titel, Platzierungen, Wochen, Auszeichnungen, Anmerkungen) | Höchstplatzierung, Gesamtwochen, AuszeichnungChartplatzierungen (Jahr, Titel, Platzierungen, Wochen, Auszeichnungen, Anmerkungen) | Höchstplatzierung, Gesamtwochen, AuszeichnungChartplatzierungen (Jahr, Titel, Platzierungen, Wochen, Auszeichnungen, Anmerkungen) | Anmerkungen                            |
| Jahr | Titel                | DE | AT | UK | US | Anmerkungen                            |
| ---- | -------------------- | --- | --- | --- | --- | -------------------------------------- |
| 2004 | America’s Sweetheart | DE49 (4 Wo.)DE | AT62 (3 Wo.)AT | UK56 (2 Wo.)UK | US53 (4 Wo.)US | Erstveröffentlichung: 10. Februar 2004 |

### Singles
| Jahr | Titel Album               | Höchstplatzierung, Gesamtwochen, AuszeichnungChartsChartplatzierungen (Jahr, Titel, Album, Platzierungen, Wochen, Auszeichnungen, Anmerkungen) | Anmerkungen                            |
| Jahr | Titel Album               | UK | Anmerkungen                            |
| ---- | ------------------------- | --- | -------------------------------------- |
| 2004 | Mono America’s Sweetheart | UK41 (2 Wo.)UK | Erstveröffentlichung: 16. Februar 2004 |

Weitere Singles
- 2004: Hold On to Me
- 2005: Love, Love, Love (mit Roddy Bottum)
- 2013: Rio Grande (mit Michael Stipe)
- 2013: Rat a Tat (mit Fall Out Boy)
- 2014: You Know My Name / Wedding Day
- 2015: Miss Narcissist / Killer Radio

## Filmografie (Auswahl)
- 1984: Club Vatican (Kurzfilm)
- 1986: Sid und Nancy (Sid and Nancy)
- 1987: Straight to Hell
- 1988: Tapeheads
- 1996: Basquiat
- 1996: Feeling Minnesota
- 1996: Larry Flynt – Die nackte Wahrheit (The People vs. Larry Flynt)
- 1999: Eine Nacht in New York (200 Cigarettes)
- 1999: Der Mondmann (Man on the Moon)
- 2000: Beat
- 2001: Julie Johnson
- 2002: 24 Stunden Angst (Trapped)
- 2011: Hit So Hard
- 2014: Sons of Anarchy (Fernsehserie, 4 Folgen)
- 2015: Revenge (Fernsehserie, 3 Folgen)
- 2015: Empire (Fernsehserie, 2 Folgen)
- 2017: A Midsummer's Nightmare (Fernsehfilm)
- 2017: Menendez – Blood Brothers (Fernsehfilm)
- 2018: Zu schön, um wahr zu sein – Die JT LeRoy Story (Jeremiah Terminator LeRoy)